# ألهامبرا (كاليفورنيا)
ألهامبرا (بالإنجليزية: Alhambra)‏ هي إحدى مدن مقاطعة لوس أنجليس، كاليفورنيا. تم إعطاءها لقب مدينة في 11 يوليو، 1903.

## التركيبة السكانية
حدّد مكتب تعداد الولايات المتحدة بيانات التركيبة السكانية لألهامبرا في تعداد الولايات المتحدة. في ما يلي، التركيبة السكانية حسب تعدادي 2000 و2010.

### تعداد عام 2000
بلغ عدد سكان ألهامبرا 85,804 نسمة بحسب تعداد عام 2000، وبلغ عدد الأسر 29,111 أسرة وعدد العائلات 20,669 عائلة مقيمة في المدينة. في حين سجلت الكثافة السكانية 4,340.1 نسمة لكل كيلومتر مربع (11,240.8/ميل2). وبلغ عدد الوحدات السكنية 30,069 وحدة بمتوسط كثافة قدره 1,520.9 لكل كيلومتر مربع (3,939.1/ميل2).
وتوزع التركيب العرقي للمدينة بنسبة 30.02% من البيض و1.67% من الأمريكيين الأفارقة و0.72% من الأمريكيين الأصليين و47.22% من الأمريكيين ذوي الأصول الآسيوية و0.10% من سكان جزر المحيط الهادئ و16.25% من الأعراق الأخرى و4.01% من عرقين مختلطين أو أكثر و35.49% من الهسبانيون أو اللاتينيون من أي عرق.
بلغ عدد الأسر 29,111 أسرة كانت نسبة 37.2% منها لديها أطفال تحت سن الثامنة عشر تعيش معهم، وبلغت نسبة الأزواج القاطنين مع بعضهم البعض 48.3% من أصل المجموع الكلي للأسر، ونسبة 16.4% من الأسر كان لديها معيلات من الإناث دون وجود شريك،  بينما كانت نسبة 6.3% من الأسر لديها معيلون من الذكور دون وجود شريكة وكانت نسبة 29% من غير العائلات. تألفت نسبة 22.5% من أصل جميع الأسر من عدة أفراد يعيشون في نفس المنزل ونسبة 7.7% كانت تتألف من شخص يعيش بمفرده يبلغ من العمر 65 عاماً أو أكثر. وبلغ متوسط حجم الأسرة المعيشية 2.88، أما متوسط حجم العائلات فبلغ 3.41.
بلغ العمر الوسطي للسكان 35.0 عاماً. وكانت نسبة 22.3% من القاطنين تحت سن الثامنة عشر، وكانت نسبة 9% بين الثامنة عشر والرابعة والعشرين عاماً، ونسبة 33.8% كانت واقعةً في الفئة العمرية ما بين الخامسة والعشرين والرابعة والأربعين عاماً، ونسبة 20.7% كانت ما بين الخامسة والأربعين والرابعة والستين، ونسبة 11.9% كانت ضمن فئة الخامسة والستين عاماً فما فوق. يوجد لكل 100 أنثى 90.3 ذكر، ويوجد لكل 100 أنثى في الثامنة عشر من عمرها فما فوق 86.2 ذكر.
بلغ متوسط دخل الأسرة في المدينة 39,213 دولارًا، أما متوسط دخل العائلة فبلغ 43,245 دولارًا. وكان متوسط دخل الذكور 33,847 دولارًا مقابل 29,122 دولارًا للإناث. وسجل دخل الفرد الخاص بالمدينة 17,350 دولارًا. وكانت نسبة 11.5% من العائلات ونسبة 14.3% من السكان تحت خط الفقر، وكان من هؤلاء نسبة 18.4% تحت سن الثامنة عشر ونسبة 10.6% في الخامسة والستين من العمر وما فوق.

### تعداد عام 2010
بلغ عدد سكان ألهامبرا 83,089 نسمة بحسب تعداد عام 2010، وبلغ عدد الأسر 29,217 أسرة وعدد العائلات 20,594 عائلة مقيمة في المدينة. في حين سجلت الكثافة السكانية 4,202.8 نسمة لكل كيلومتر مربع (10,885.2/ميل2). وبلغ عدد الوحدات السكنية 30,915 وحدة بمتوسط كثافة قدره 1,563.7 لكل كيلومتر مربع (4,050.0/ميل2).
وتوزع التركيب العرقي للمدينة بنسبة 28.31% من البيض و1.54% من الأمريكيين الأفارقة و0.65% من الأمريكيين الأصليين و52.90% من الأمريكيين ذوي الأصول الآسيوية و0.10% من سكان جزر المحيط الهادئ و13% من الأعراق الأخرى و3.50% من عرقين مختلطين أو أكثر و34.40% من الهسبانيون أو اللاتينيون من أي عرق.
بلغ عدد الأسر 29,217 أسرة كانت نسبة 32% منها لديها أطفال تحت سن الثامنة عشر تعيش معهم، وبلغت نسبة الأزواج القاطنين مع بعضهم البعض 46.8% من أصل المجموع الكلي للأسر، ونسبة 16.5% من الأسر كان لديها معيلات من الإناث دون وجود شريك،  بينما كانت نسبة 7.2% من الأسر لديها معيلون من الذكور دون وجود شريكة وكانت نسبة 29.5% من غير العائلات. تألفت نسبة 22.2% من أصل جميع الأسر من عدة أفراد يعيشون في نفس المنزل ونسبة 7.9% كانت تتألف من شخص يعيش بمفرده يبلغ من العمر 65 عاماً أو أكثر. وبلغ متوسط حجم الأسرة المعيشية 2.82، أما متوسط حجم العائلات فبلغ 3.30.
بلغ العمر الوسطي للسكان 39.3 عاماً. وكانت نسبة 18.9% من القاطنين تحت سن الثامنة عشر، وكانت نسبة 9.5% بين الثامنة عشر والرابعة والعشرين عاماً، ونسبة 30% كانت واقعةً في الفئة العمرية ما بين الخامسة والعشرين والرابعة والأربعين عاماً، ونسبة 27.3% كانت ما بين الخامسة والأربعين والرابعة والستين، ونسبة 14.3% كانت ضمن فئة الخامسة والستين عاماً فما فوق. وتوزع التركيب الجنسي للسكان بنسبة 47.3% ذكور و52.7% إناث.

## توأمة
لألهامبرا (كاليفورنيا) اتفاقيات توأمة مع:
- ريتشاو